# Cueva de Dechen
La Cueva de Dechen (en alemán: Dechenhöhle) en Iserlohn en Alemania es una de las cuevas abiertas al público más bellas y más visitadas de ese país europeo. Se encuentra ubicada en la parte norte de la región de Sauerland en Iserlohn (distrito de Grüne). De los 870 m de longitud que tiene la cueva, 360 m han sido acondicionados para los visitantes, comenzando en el lugar donde, en 1868, se descubrió la cueva por dos trabajadores de los ferrocarriles. Los trabajadores realizaron con un martillo una grieta en la roca que resultó ser la entrada de una cueva de estalactitas y estalagmitas, cuando estaba allí en busca de una herramienta perdida.